# Барбара Долл
Барбара Долл (англ. Barbara Doll, 7 мая 1972, Руан, Франция — 2 декабря 2023, Франция) — французская порноактриса, обладательница премии Hot d’Or; порнорежиссёр.

## Биография
Родилась 7 мая 1972 года в Руане. В 1993 году начала карьеру в порноиндустрии в возрасте 21 года, снявшись в фильме «Au dela du Miroir» («Перед зеркалом») режиссера Майкла Д’Анджело для студии Марка Дорселя. В 1995 году была удостоена премии Hot d’Or в категории «Лучшая европейская старлетка» за фильм «Butt Banged Bicycle Babes» (1994) студии Anabolic Video. Снималась в жанрах лесбийского и жесткого порно, часто в сценах с двойным проникновением; работала с такими известным студиями, как Sin City, Anabolic Video, Wicked Pictures, VCA, Private, Digital Playground, Vivid и др. Одним из ее последних фильмов для взрослых стал «Rear Ended Roommates» (1997). Всего с 1993 по 1997 годы как актриса снялась более чем 120 порнофильмах.
С 1995 по 1997 годы сняла для Channel 69 несколько фильмов в качестве режиссёра.

## Избранная фильмография
| Название                  | Студия             | Год  |
| ------------------------- | ------------------ | ---- |
| Au dela du miroir         | Video Marc Dorcel  | 1993 |
| Backstage Pass            | Sin City           | 1994 |
| Butt Banged Bicycle Babes | Anabolic Video     | 1994 |
| Domination                | Wicked Pictures    | 1994 |
| New Wave Hookers 4        | VCA                | 1994 |
| Golden Triangle 1         | Private            | 1994 |
| Pussyman 6                | Digital Playground | 1994 |
| Cloud 9                   | Vivid              | 1994 |

## Награды и номинации
| Год  | Премия   | Номинация                    | Фильм                     | Совместно с | Результат |
| ---- | -------- | ---------------------------- | ------------------------- | ----------- | --------- |
| 1995 | Hot d'Or | Лучшая европейская старлетка | Butt Banged Bicycle Babes | —           | Победа    |